# إيان ماكديارميد
إيان ماكديارميد (بالإنجليزية: Ian McDiarmid)‏ مواليد 11 أغسطس 1944 في اسكتلندا، هو ممثل ومخرج اسكتلندي بدأ مسيرته الفنية عام 1968. اشتهر بتأدية دور الإمبراطور بالباتين في أفلام حرب النجوم.

## الأعمال

### أفلام
- حرب النجوم الجزء الثالث: انتقام السيث
- حرب النجوم الجزء الثاني: هجوم المستنسخين
- سليبي هولو
- حرب النجوم الجزء الأول: تهديد الشبح
- الاستعادة
- حرب النجوم الجزء السادس: عودة الجيداي

### مسلسلات
- يوتوبيا
- قلب الظلام
- مذكرات الشاب إنديانا جونز
- مكبث

## وصلات خارجية
- إيان ماكديارميد على موقع IMDb (الإنجليزية)
- إيان ماكديارميد على موقع روتن توميتوز (الإنجليزية)
- إيان ماكديارميد على موقع ألو سيني (الفرنسية)
- إيان ماكديارميد على موقع ميوزك برينز (الإنجليزية)
- إيان ماكديارميد على موقع ميوزك برينز (الإنجليزية)
- إيان ماكديارميد على موقع تيرنر كلاسيك موفيز (الإنجليزية)
- إيان ماكديارميد على موقع أول موفي (الإنجليزية)
- إيان ماكديارميد على موقع بوكس أوفيس موجو (الإنجليزية)
- إيان ماكديارميد على موقع قاعدة بيانات برودواي على الإنترنت (الإنجليزية)
- إيان ماكديارميد على موقع قاعدة بيانات الأفلام السويدية (السويدية)